# ELIZA (chat bot)
ELIZA è un chatterbot scritto nel 1966 da Joseph Weizenbaum. Il bot consiste in un analizzatore lessicale e un insieme di regole (script) che permettono al chatterbot di simulare una conversazione in inglese, gallese o tedesco. Lo script più noto, spesso erroneamente identificato con ELIZA, è DOCTOR, che imita un terapeuta rogersiano.
Il nome ELIZA trae spunto da Eliza Doolittle, protagonista della commedia di George Bernard Shaw Pigmalione.

## La scelta della psicoterapia
È inaccurato dire che ELIZA simuli (o peggio, emuli) un terapeuta. Weizenbaum disse che Eliza è una parodia delle "domande di uno psicoterapeuta all'inizio di un intervento psichiatrico". Egli scelse la psicoterapia "per evitare il problema di dare al programma una vera conoscenza", la seduta psicoterapeutica è una di quelle poche situazioni in cui un essere umano può rispondere ad una affermazione con una domanda che parte da quella poca conoscenza del soggetto in discussione. Per esempio, in un contesto in cui alla domanda "Chi è il tuo compositore preferito?" può essere accettabile che si risponda con la domanda "Che ne dici di parlarmi del tuo compositore preferito?" o "Questa domanda ti interessa?".

### Funzionamento
ELIZA procedeva analizzando e sostituendo semplici parole chiave in frasi preconfezionate. A seconda delle parole che l'utente immetteva nel programma, l'illusione di un interlocutore umano veniva smascherata o poteva continuare per diverse battute. Talvolta risultava talmente convincente che esistono aneddoti su persone così convinte di comunicare con un essere umano, da insistere per parecchi minuti. Tutto questo deriva dalla tendenza delle persone a dare alle parole significati che il computer certo non può attribuire.

## Implementazioni e sviluppi
ELIZA fu incluso in un certo numero dei primi giochi per computer, con diversi tipi di interfaccia grafica. Don Daglow ha scritto una versione più sviluppata del programma denominato Ecala su un mainframe PDP-10 all'università di Pomona nel 1973 prima di scrivere il primo RPG per computer, Dungeon (1975). È probabile che ELIZA fosse inoltre sul sistema in cui Will Crowther creò Colossal Cave Adventure, il videogioco d'avventura del 1976 che ha dato origine al genere della fiction interattiva. Ma entrambi questi giochi sono comparsi circa nove anni dopo l'ELIZA originale.
Negli anni seguenti furono realizzati molti programmi basati su ELIZA, in differenti linguaggi oltre ad Ecala. Per esempio, nel 1980, una compagnia chiamata "Don't Ask Software", fondata da Randy Simon, creò una versione per Apple II, Atari e Commodore,  che usava come parole quelle immesse dall'utente. In Spagna, Jordi Perez sviluppò il famoso Zebal nel 1993, scritto in Clipper per MS-DOS.

## Originalità di ELIZA
Nel 1966, il computer interattivo (tramite telescrivente) era nuovo. Sarebbero passati quindici anni prima che il personal computer diventasse familiare al grande pubblico, e due decenni prima che la maggior parte delle persone incontrasse i primi tentativi di linguaggio naturale nei servizi di internet, come Ask.com o sistemi d'aiuto come Microsoft Office Clippy. Nonostante questi programmi avessero richiesto anni di ricerca e lavoro (mentre Ecala offuscò le funzionalità di ELIZA in meno di due settimane di lavoro di un singolo programmatore), ELIZA rimane una pietra miliare semplicemente perché fu la prima volta che un programmatore sviluppò un'interazione uomo-macchina con l'obiettivo di creare l'illusione (seppur breve) di un dialogo uomo-uomo.

## Effetto ELIZA
Dal nome ELIZA è stato mutuato il cosiddetto "Effetto ELIZA", ossia il fenomeno psicologico che si verifica quando, ad un computer, viene attribuita maggior intelligenza di quanto in realtà ne possegga.

## Obiezioni
Le inesperte obiezioni a ELIZA disturbavano Weizenbaum, e lo spinsero a scrivere il suo libro Computer Power and Human Reason: From Judgment to Calculation, in cui spiega i limiti dei computer, e chiarisce il suo parere che la visione antropomorfica del computer è solo una riduzione dell'essere umano.
Tuttavia il poeta israeliano David Avidan, che rimase affascinato dalle future tecnologie e dalle loro relazioni con l'arte, desiderò esplorare l'uso del computer per scrivere opere letterarie. Egli condusse numerose conversazioni con un'implementazione in APL di ELIZA e le pubblicò in inglese, insieme alla loro traduzione in ebraico, sotto il titolo My Electronic Psychiatrist – Eight Authentic Talks with a Computer (Il mio psichiatra elettronico - Otto autentiche conversazioni con un computer). Nella premessa egli lo presenta come una forma di "scrittura forzata" (Constrained writing).

## Curiosità
- Il personaggio di Eliza Cassan, comparso nella serie di videogiochi d'azione stealth Deus Ex, deve il suo nome al chatbot sviluppato da Weizenbaum.[5][6] Nelle vicende raccontate nei giochi, è una sofisticata intelligenza artificiale, ma la quasi totalità delle persone che vi interagiscono è convinta sia una persona reale.